# Ficus banahaensis
Ficus banahaensis är en mullbärsväxtart som beskrevs av Adolph Daniel Edward Elmer. Ficus banahaensis ingår i släktet fikonsläktet, och familjen mullbärsväxter. Inga underarter finns listade i Catalogue of Life.